# 啓知高等学校
啓知高等学校（けいちこうとうがっこう）とは、かつて福岡県北九州市門司区原町別院にあった私立高等学校。
2015年度の生徒数は76名で、生徒数減少により2016年度から募集を停止し、2018年3月31日に閉校した。

## 沿革
- 1933年 - 九州女子商業専修学校として開校。
- 1942年 - 財団法人九州女子商業学校を創立。
- 1947年 - 学制改革に伴い九州女子中学校を開校（1971年廃校）、翌年には九州女子商業高等学校（商業科）を開校。
- 1951年 - 法人名を九州女子学園に改称。
- 1976年 - 普通科を設置。
- 1980年 - 校名を九州女子学園高等学校に改称。
- 1988年 - 商業科を情報経理科と情報処理科に改組。
- 1998年 - 介護福祉科を設置。
- 2003年 - 情報処理科を情報ビジネス科へ科名変更。
- 2007年 - 情報経理科を廃止、法人名を学校法人啓知学園に改称。
- 2007年 - 校名を啓知高等学校に改称、男女共学化。
- 2015年 - 10月に2016年度の生徒募集停止を発表[2]。
- 2018年 - 2015年度入学生が卒業し、3月31日に閉校。各種証明書の発行は2019年1月末まで同校連絡事務所に引き継がれたが、その後は福岡県私学振興課に引き継がれている[3]。

## 教育方針
- 心豊かで調和のとれた人間性の育成を目指す。
- 社会に有為な人材の育成を目指す。
- 希望する進路を実現する学力の養成を目指す。

## 学科・コース
介護福祉科
- 実習施設を活用した現場体験をでき、介護福祉士国家資格の取得を目指せる。進路指導においては生徒がそれぞれの個性に合った進路選択をできるように、少人数制での個別指導が行なわれる。高校生介護などの体験特別事業指定校に指定されており、また介護福祉科以外にもすべての学科の生徒が介護体験を経験できる。

キャリアビジネス科
- ビジネス界のプロの講師から直接学ぶ機会を提供され、簿記、ワード、エクセルなどの各種資格の検定試験の合格を目指せる。また月2回の土曜登校で国語、英語、数学の基礎学力の定着を目的とするベーシッククラスや専門科目の資格取得を目指すアドバンスクラスを開講する。

## 最寄り駅など
- 九州旅客鉄道（JR九州）門司駅
- 西鉄バス北九州別院通バス停